# David Berlin
David Berlin (* 23. Januar 1943 in Pittsburgh) ist ein US-amerikanischer Komponist und Musikpädagoge.

## Leben
Berlin studierte an der Carnegie Mellon University bei Forrest Stanley (Horn), Oleta Albertson Benn (Musikerziehung) sowie Leonardo Balada, Nikolai Lopatnikoff, James Beale und Roland Leich (Komposition) und der West Virginia University bei Gerald Lefkoff (Musiktheorie) und John Beall (Komposition) und unterrichtete von 1965 bis 1999 am North Allegheny School District Musiktheorie, Komposition, elektroakustische Musik und multimediale Kunst. Danach gab er Kurse an der Carnegie-Mellon University. Seit 1996 unterrichtete er außerdem an der Fakultät für Kunsterzieher des Pennsylvania Governor's Institute. Er erarbeitete Inhalte für das Projekt Partners in Distance Learning und verfasste Schriften über die Ausbildung von Musikerziehern.
Neben elektroakustischen und multimedialen Werken komponierte Berlin Kammermusik, Chor- und Orchesterwerke. Er ist Mitglied der American Society of Composers, Authors and Publishers (ASCAP), der Society of Composers, der Music Educators National Conference und Gründungsmitglied der Pennsylvania Music Educators Association. Als Musikpädagoge erhielt er u. a. Preise des Pennsylvania Council on the Art, und der Pennsylvania Music Educators Association, als Komponist den Salop-Slates Award für Kammermusik, Preise des International Electronic Music Plus Festival, der Phi Mu Alpha Sinfonia und andere.

## Werke
- Synchronization für Band und Tonband, 1971
- Octet for Chamber Ensemble, 1972
- Variants for Orchestra, 1972
- Three Mixtures for four Bassoons and Tape, 1973
- Articulations for Soprano and Tape, 1973
- Interactions for Flute and Tape, 1973
- Music for Brass and Percussion, 1973
- Quadrophonics foir Brass Quintet, 1974
- Exclamations for mixed Chorus, 1974
- Fragments for Percussion Ensemble, 1974
- Essences für Violine und Tonband, 1974
- Quniete for Bassoon and Strings, 1975
- Structures for Chamber Orchestra, 1975
- Patterns für Saxophonquartett, 1975
- Caricature for Wind Band, 1976
- Fluctuations für Flötenchor, 1976
- Synergism #1 für Instrumentalensemble, 1976
- Trio for Flute, Oboe and Guitar, 1977
- Trio for Flute, Oboe ands Clarinet, 1977
- Quintet for Woodwinds, 1977
- In Two, Cello-Duett, 1978
- Jabberwocky für Tonband, 1978
- Menagerie für Kammerorchester, 1979
- Quintet for Wind Instruments, 1979
- Three Miniatures für Gitarre, 1979
- Metamorphism für Kammerorchester, 1980
- Museum Piece für Männerstimme und Klavier, 1980
- Intermix für Horn und elektronische Klänge, 1980
- Antitheses für Klavier, 1981
- Cheyt-M nach einem Gemälde von Victor Vasarely für Perkussion und Tonband, 1981
- Quartet for Clarinets, 1982
- Extensions für Klarinette und Tonband, 1983
- Music for Six für Bläserquintett und Tonband, 1984
- Concerto grosso for Winds, Percussion and Electronic Tape, 1985
- Playing for Time für Cello und Tonband, 1986
- Palindromos für Tonband, Tänzer und Erzähler, 1986
- Common Threads für Altsaxophon und Tonband, 1987
- At Some Point in Time für Bläserquintett, 1987
- Shenanigans für Oboe, Fagott und Tonband, 1987
- No More Masks für Tonband, 1987
- Clippings - Media Cycle für Tonband, Sopran, Klavier, Schauspieler, Tänzer und Laserprojektionen, 1989
- Songs of Love and Death, Liedzyklus für Sopran und Klavier, 1989
- Orbis Vitae Discipult für Flöte, Altsaxophon, Trompete, Klavier und Perkussion, 1989
- Homage to Theo für Erzähler und Tonbandaufnahme (Text: Rosaly Roffman), 1990
- Hotel Fiesta für Erzähler, Tonband und Tänzer (Text: Lynn Emanuel), 1990
- Suite of Popular Dances für Tonband, 1990
- Most Inopportune für Mezzosopran und Klavier, 1990
- Fanfare for the Future für Band und ausgezeichnete elektronische Klänge mit Lasershow, 1990
- Memoirs für Tonband und Tänzer, 1990
- Renga für Kammerensemble und Stimme (Text: Rosaly Roffman), 1991
- Johnny cain't Read! für Sopran und Klavier, 1990
- Characters and Criters für Bläserquintett oder Tonband, 1991
- Doctor Zoology für Jazzcombo und Stimme, 1991
- Margie Barker has filed suit für Sopran und Klavier, 1989
- Panorama für Blasorchester, 1992
- Christopher's Quest, Schauspielmusik für eine Kindertheaterproduktion, 1992
- Colloquy für Tuba und elektronische Klänge, 1992
- Love Songs of lost Things and Discards für Erzähler, Mezzosopran und Klavier (Text:Rosaly Rofman), 1993
- Festival Prelude für Sinfonieorchester, 1993
- Sonata for Cello and Piano, 1993
- Doctor Zoology, elektronische Musik für Theaterproduktion/Video, 1994
- Decisions für Ensemble von fünf Instrumenten bis zu vollem Orchester, 1994
- Short Suite für Flöte, Violine, Klanghölzer und Cello, 1994–95
- March für Blechblasquintett, 1994
- Music for Multi-Media Production Vol. 1, 1995
- Ancient Elements from the Vessel of Infinity, interaktive CD-ROM, 1995
- Interactive Music, CD-ROM, 1997I
- Monologue für Soloflöte, 1997
- Poetic Pots, interaktive CD-ROM, 1997
- Brilla La Luz ala Gente del Sol für Audio-CD-ROM, computerbearbeitete Ideaphone, Videoprojektionen und Tänzer, 1998
- Concerto for Trombone and Orchestra, 1999
- MC Richards Soundfugue für vier Erzähler und elektronische Klänge, 2000
- Yet Another Millennium, elektronische Musik, 2000
- Connect (dis) Connect für Livemusiker und elektronische Klänge, 2001
- Fanfare für Blechbläserquintett, 2001
- Allegheny Fantasy für Streichquintett und Klavier, 2001
- Declaration for Brass Quintet, 2001
- Poem for Unaccompanied Cello, 2001
- After the Fall elektronische Musik für Vorstellung mit Erzählern und Tänzern (Text: Rosaly Roffman, Choreographie: Holly Boda-Sutton), 2002
- Character Pieces für Violine und Klavier, 2002
- The World Curator für Vorstellung mit Erzählern und Tänzern (Text: Rosaly Roffman, Choreographie: Holly Boda-Sutton), 2003
- Conflux für Violine und elektronische Klänge, 2003
- The Landscape of Sorrow; the Little Match Girl, elektronische Musik für Vorstellung mit Erzählern und Tänzern (Text: Rosaly Roffman, Choreographie: Karen Clemente), 2004
- Fanfare for the Uncommon Student für Blechbläser und Perkussion, 2005
- Etude in 016 für Klavier, 2006
- Out of the Deep für Musik, Poesie und Tanz, 2006
- Music for Friends, 2006
- Humpback Rhapsody für Elektronik, 2007
- Sixty Second Music vol. 1 für Elektronik, 2007–09
- Furoshiki für Musik, Poesie und Tanz, 2007–09
- Whirligig für Elektronik, 2008–09
- Dear Boy für Sänger/Schauspieler und Klavier/Orchester, 2010
- Critical Response für drei Celli und Trommeln, 2010